# Anna Haak
Anna Madeleine Haak (Mulhouse, 19 settembre 1996) è una pallavolista svedese, schiacciatrice della LOVB Austin.

## Biografia
Sua sorella Isabelle è anch'ella una giocatrice di pallavolo.

## Carriera

### Club
La carriera di Anna Haak inizia nella stagione 2012-13 quando esordisce in Elitserien con l'Engelholms, con cui si aggiudica, nella stagione 2014-15, sia la coppa nazionale che lo scudetto.
Si trasferisce negli Stati Uniti d'America dove gioca dal 2015 per la squadra universitaria della Miami (Florida) e dal 2017 per quella della Marquette, entrambe in NCAA Division I.
Nella stagione 2019-20 viene ingaggiata dal Vandœuvre Nancy, nella Ligue A francese, mentre nell'annata successiva resta nella stessa divisione, indossando la maglia dell'ASPTT Mulhouse (in seguito semplicemente Mulhouse) e aggiudicandosi una Coppa di Francia, uno scudetto e due Supercoppe francesi.
Nella stagione 2023-24 si accasa alla Cuneo Granda, nella Serie A1 italiana. In seguito prende parte alla prima edizione della League One Volleyball con la LOVB Austin, aggiudicandosi il titolo nazionale.

### Nazionale
Nel 2013 viene convocata nella selezione svedese under 19 con cui si aggiudica la medaglia d'argento al campionato NEVZA, seguita nell'edizione successiva dalla medaglia d'oro.
Nel 2014 ottiene le prime convocazioni in nazionale maggiore. Nel 2018 vince la medaglia d'oro all'European Silver League, venendo premiata come miglior schiacciatrice, bissando questo successo anche nell'edizione 2022 del torneo. Nel 2023 conquista l'argento all'European Golden League e alla Volleyball Challenger Cup, mentre nel 2024 mette al collo l'oro all'European Golden League.

## Palmarès

### Club
- Campionato svedese: 1

2014-15
- Campionato francese: 1

2020-21
- LOVB: 1

2025
- Coppa di Francia: 1

2020-21
- Coppa di Svezia: 1

2014-15
- Supercoppa francese: 2

2021, 2022

### Nazionale (competizioni minori)
- Campionato NEVZA under 19 2013
- Campionato NEVZA under 19 2014
- European Silver League 2018
- European Silver League 2022
- European Golden League 2023
- Volleyball Challenger Cup 2023
- European Golden League 2024

### Premi individuali
- 2018 - European Silver League: Miglior schiacciatrice